# Todo un invierno sin fuego
Todo un invierno sin fuego (en francés, Tout un Hiver sans Feu) es una película dramática suiza de 2004. Dirigida por Greg Zglinski, Zglinski coescribió el guion con Pierre-Pascal Rossi.

## Argumento
En el invierno del Jura rural suizo, Jean y Laure intentan aceptar la muerte de su hija de cinco años, que pereció en las llamas seis meses antes. Intentan hacer esto usando diferentes métodos. A medida que la depresión de Laure se profundiza y ella se interna en un hospital psiquiátrico, la memoria de Jean lo atormenta, silenciando su culpa.
Debido a la falta de gestión de la finca, la pareja se encuentra cada vez más en dificultades financieras. Finalmente, Jean sale de la corte y se dirige al pueblo, donde trabaja en una fábrica de metales y trata de olvidar sus recuerdos del accidente.
En la fábrica conoce a los albanokosovares Kastriot y su hermana Labinota, quienes perdieron a sus familiares en la guerra civil. Al mismo tiempo, Laure se aleja de Jean, en cambio, Jean y Labinota se vuelven más cercanos. A través de los duros golpes del destino, el intercambio intercultural y la valentía de la joven, Jean aprende a lidiar con sus miedos y penas, mientras su aislada esposa busca poco a poco volver a tener contacto con él.

## Reconocimientos
La película ganó un premio en el Festival de Cine de Venecia en 2004 y fue nombrada Mejor Película en Suiza en 2005. Tout un hiver sans feu también ganó un premio en el Festival Internacional de Cine de Valladolid.

## Recepción crítica
La película, severa y conmovedora, cuenta su frágil historia con frialdad y, al mismo tiempo, hace tangible como esperanza el profundo sufrimiento de sus protagonistas.
Lexikon des internationalen Films